# گامپولدسکیرخن
گامپولدسکیرخن (به آلمانی: Gumpoldskirchen) یک منطقهٔ مسکونی در اتریش است که در ناحیه مودلینگ واقع شده‌است. گامپولدسکیرخن ۳٬۲۳۳ نفر جمعیت دارد.